# Yo quiero ser torero
Yo quiero ser torero es una película cómica española directamente para vídeo protagonizada por el Dúo Sacapuntas y dirigida por Emilio Aragón "Miliki" en 1987. Es la primera y única película del director y del dúo cómico.

## Sinopsis
Cuenta la historia de dos maletillas, bastante sucios y llenos de cachivaches, que en su afán de convertirse en estrellas del toreo, llegan a un pueblo donde se les ofrecerá torear al toro “Superman”, bestia de entre bestias allá donde las haya, que de veinte que le han toreado, veinte acabaron en el hospital. 
Tras convencer al alcalde del pueblo con una serie de historias inverosímiles de su valía como toreros, a la hora de enfrentarse a la bestia la pareja decide matarla con una pistola y salir huyendo.

## Reparto
| Actor             | Personaje |
| ----------------- | --------- |
| Juan Rosa         |           |
| Manuel Sarriá     |           |
| Esther Gala       |           |
| Francisco Sanz    |           |
| Concha Muñoz      |           |
| José Ocaña Miguel |           |
| José Ortiz        |           |
| José Solera Ruiz  |           |

## Características
Rodada en Mijas, Málaga, con muy escaso presupuesto, la mayor parte de la cinta consiste en el dúo cómico contando e improvisando chistes ante la cámara en plano fijo.
Tiene un 3 sobre 10 de nota media en FilmAffinity.